# Хранительницы
«Хранительницы» (фр. Les gardiennes) — французско-швейцарский драматический фильм 2017 года, поставленный режиссером Ксавье Бовуа по одноимённому роману Эрнеста Перошона 1924 года. Премьера ленты состоялась 8 сентября 2017 на Международном кинофестивале в Торонто, в программе Специальных показов. В 2018 году фильм был выдвинут в 4-х номинациях на французскую национальную кинопремию «Сезар».

## Сюжет
1915 год. Пока мужчины находятся на фронтах Первой мировой войны, женщины должны стать хранительницами фермерских хозяйств. Мать, Ортанс, неутомимая работница, нанимает Франсину, молодую сироту, которая выросла под опекой социальных служб, чтобы та помогала ей на ферме, потому что её собственная дочь Соланж не желает подчиняться. Франсина считает, что она наконец обрела семью…

## В ролях
- Натали Бай — Ортанс Сандрай
- Лора Смет — Соланж
- Ирис Бри — Франсин Риан
- Сирил Дескур — Жорж Сандрай
- Жилбер Бонно — Анри Сандрай
- Оливье Рабурден[фр.] — Кловис
- Николя Жиро — Констан Сандрай
- Матильда Визо — Маргерит Сандрай
- Ксавье Мали — Эдгар
- Мари-Жюли Майе — Ла Монетт
- Мадлен Бовуа — Жанна, дочь Ла Монетт

## Награды и номинации
Премия Луи Деллюка-2017
- Лучший фильм — Ксавье Бовуа (номинация)

Премия «Сезар»-2018
- Самая многообещающая актриса — Ирис Бри (номинация)
- Лучший адаптированный сценарий — Ксавье Бовуа, Фредерик Моро, Мари-Жюли Майе (номинация)
- Лучшая работа оператора — Каролина Шанпетье (номинация)
- Лучшие костюмы — Анаис Роман[фр.] (номинация)

Премия «Люмьер»-2018
- Самая многообещающая актриса — Ирис Бри (номинация)
- Лучшая работа оператора — Каролина Шанпетье (номинация)

## Дополнительные материалы
- Впервые на большом экране вместе появились Натали Бай и её дочь Лора Смет, как и в жизни, воплотившие на экране образы матери и дочери. Также в картине снялись: жена режиссёра — Мари-Жюли Майе (по совместительству соавтор сценария и монтажёр фильма) и их дочь Мадлен Бовуа, также сыгравшие мать и дочь[6].